# 李劲松 (1970年2月)
李劲松（1970年2月—），湖南宁乡人，中华人民共和国政治人物。

## 生平
1970年2月，李劲松出生在湖南省宁乡县（今宁乡市）。1988年，李劲松考入长春师范学院中文系中文专业。1992年毕业后分配至益阳师范专科学校执教，1994年6月加入中国共产党，1999年1月任中文系副主任。
2003年8月，李劲松出任南县人民政府副县长，次年4月任中共南县县委常委、宣传部长，2007年11月出任常务副县长。2009年2月，李劲松调任益阳市科技局局长、党组书记。2013年2月，李劲松出任中共益阳市委副秘书长。2016年7月，李劲松调任中共赫山区委副书记、副区长、代区长，11月正式任区长。2017年11月，李劲松调回南县，出任中共南县县委书记。2020年6月，李劲松出任益阳市人民政府副市长。
2021年10月，李劲松调至岳阳市，出任岳阳市人民政府党组成员、市公安局党委书记，2021年10月任岳阳市公安局督察长，11月任岳阳市公安局局长。2022年1月，李劲松任岳阳市人民政府副市长。
2022年03月，李劲松调任湖南理工学院法制副校长。